# Yamaha Y8950

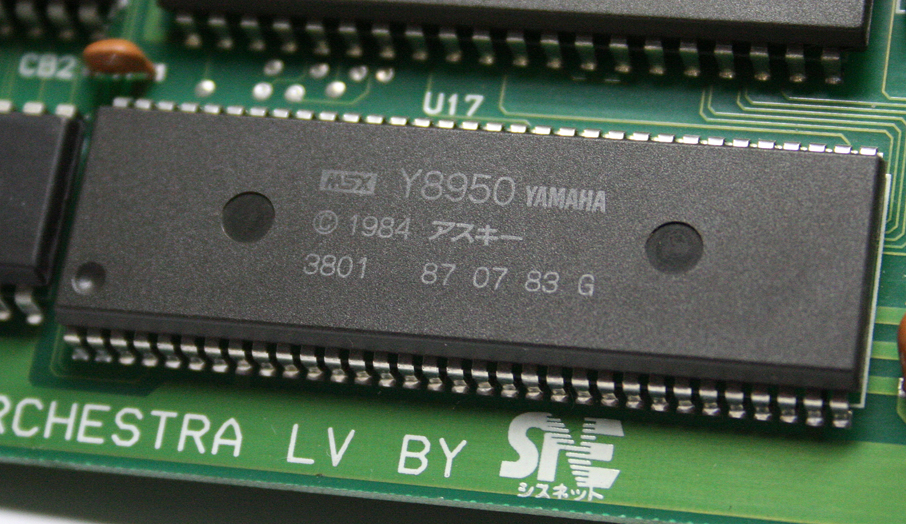
Lo Yamaha Y8950

L'Y8950 è un chip sonoro prodotto nel 1984 da Yamaha Corporation. Fu usato nella cartuccia "MSX-Audio", una scheda di espansione per gli home computer MSX prodotta da Philips (modello NMS-1205), Toshiba (modello HX-MU900) e Panasonic (modello FS-CA1).

## Specifiche tecniche
- Compatibile con lo Yamaha YM3526
- Due modalità di generazione sonora disponibili: riproduzione simultanea di 9 toni oppure 6 melodie e 5 ritmi, compatibile il sistema videotex "CAPTAIN" (Character and Pattern Telephone Access information Network system and Teletex), in uso in Giappone dal 1983 al 2002.
- Oscillatori integrati per gestire il vibrato e la modulazione d'ampiezza
- Circuiti integrati ADPCM a 4 bit per la generazione/analisi in hardware del parlato
- Possibilità di gestire 256 KB di RAM e 256 KB di ROM
- Porte di input/output ad 8 bit integrate per la gestione delle tastiera
- Porte di input/output a 4 bit di uso generale
- Due temporizzatori integrati di uso generale
- Circuiti di input/output TTL
- Tecnologia CMOS LSI di Si-gate
- Alimentazione a 5 Volt
- Package a 64 pin Shrink DIP (lo stesso del V9938)

## Supporto software
L'Y8950 era supportato da quasi tutti i programmi musicali quali SoundTracker, Moonblaster, Oracle, Super Music Editor e Magic Music Module Combi: tutti gestivano il campionatore ADPCM, alcuni anche le tastiere. Ad esempio, Trax Player di NOP poteva riprodurre una canzone letta da un disco durante il suo caricamento.